# 오톤 마르친 니코딤
오톤 마르친 니코딤(폴란드어: Otton Marcin Nikodym IPA: [ˈɔtɔn ˈmartsin niˈkodɨm], 1887~1974)은 폴란드의 수학자이다. 측도론에 공헌하였다.

## 생애
1887년 8월 3일에 당시 오스트리아-헝가리 제국의 갈리치아에 속했던, 콜로미야 근처의 소도시 자블로티우(우크라이나어: Заболотів)에서 태어났다. (이 지역은 현재 우크라이나 서부에 해당한다.) 아버지 오톤 보구스와프 니코딤(폴란드어: Otton Bogusław Nikodym)은 니코딤이 1세 때 사고로 사망하였으며, 곧 어머니 마리아나 치프리안(폴란드어: Marianna Cyprian) 역시 사망하였다. 이후 외조부모가 니코딤을 보살폈다.
1897년에 니코딤 가족은 리비우로 이사하였다. 여기서 니코딤은 리비우 대학교에서 수학을 공부하였으며, 1911년에 졸업하였다. 졸업 후 니코딤은 1924년까지 크라쿠프의 김나지움 강사로 일했다.
바츠와프 시에르핀스키의 권유로, 1924년에 바르샤바 대학교에서 박사 학위를 수여받았으며, 1927년에 바르샤바 대학교에서 하빌리타치온을 수여받았다. 1930년에 라돈-니코딤 정리를 임의의 측도 공간에 대하여 일반화하였다. (이 정리는 1913년에 요한 라돈이 유클리드 공간에 대하여 증명하였다.)
제2차 세계 대전 이후 1946년에 니코딤은 벨기에로 이민하였고, 이후 1948년에 미국으로 이민하여 오하이오주 케니언 대학교(영어: Kenyon College) 교수가 되었다.
1971년에 감전 사고로 혼수 상태에 빠졌다. 1974년 5월 4일 뉴욕주 유티카(영어: Utica)에서 사망하였다.

## 저서
- Nikodym, Otton Martin (1966). 《The mathematical apparatus for quantum-theories based on the theory of Boolean lattices》. Grundlehren der mathematischen Wissenschaften (영어) 129. Springer-Verlag. doi:10.1007/978-3-642-46030-2. ISBN 978-3-642-46032-6. ISSN 0072-7830.

## 같이 보기
- 라돈-니코딤 정리

## 참고 문헌
1. ↑  Nikodym, O. (1930). “Sur une généralisation des intégrales de M. J. Radon” (PDF). 《Fundamenta Mathematicae》 (프랑스어) 15: 131–179. JFM 56.0922.01. 2016년 9월 9일에 원본 문서 (PDF)에서 보존된 문서. 2017년 2월 4일에 확인함.